# Bodrog, Ungern
Bodrog är ett samhälle i provinsen Somogy i Ungern. Bodrog ligger i distriktet Kaposvár och har en area på 14,78 km². År 2001 hade Bodrog totalt 475 invånare. 